# Agelasta fallaciosa
Agelasta fallaciosa là một loài bọ cánh cứng trong họ Cerambycidae.